# Динамо (футбольный клуб, Бийск)
«Динамо» Бийск — российский футбольный клуб из города Бийска. Основан в 1998 году.С 2008 года по 2014 год принимал участие в первенствах России среди команд 3-го дивизиона, зоны «Сибирь».
В 2015 году место «Динамо» занял футбольный клуб «Бийск».

## Клубные цвета
| Белый | Синий |

## Достижения
Кубок России по футболу
- 1/256 финала: 2010/2011[2]

Первенство России среди ЛФК (3-й дивизион), зона «Сибирь»
- 1-е место: 2008, 2009, 2011/2012
- 2-е место: 2010
- 3-е место: 2012/2013

Кубок Сибири по футболу среди ЛФК
- Обладатель: 2009, 2010
- Финалист: 2008

Чемпионат Алтайского края по футболу
- Чемпион: 2004, 2005, 2006, 2007

Кубок Алтайского края по футболу
- Обладатель: 2004, 2008, 2009, 2010, 2011[3], 2012
- Финалист: 2005, 2006

Суперкубок Алтайского края по футболу
- Обладатель: 2004, 2005, 2006, 2007, 2008, 2010

## Результаты выступлений в первенствах России среди ЛФК
| Год       | Наимен. турнира                                    | Место    | И  | В  | Н | П | Мячи  | О  | Гл.тренер         | Бомбардир            |
| --------- | -------------------------------------------------- | -------- | -- | -- | - | - | ----- | -- | ----------------- | -------------------- |
| 2008      | 3-й дивизион зона «Сибирь»/ «Сибирь» (Высшая лига) | 1 из 10  | 18 | 12 | 4 | 2 | 33-13 | 40 |                   |                      |
| 2009      | 3-й дивизион зона «Сибирь»/ «Сибирь» (Высшая лига) | 1 из 10  | 18 | 12 | 5 | 1 | 54-22 | 41 |                   | Евгений Жилкин-18    |
| 2010      | 3-й дивизион зона «Сибирь»/ «Сибирь» (Высшая лига) | 2 из 10  | 18 | 14 | 1 | 3 | 58-9  | 43 | Сергей Бондаренко | Андрей Полянский-16  |
| 2011/2012 | 3-й дивизион зона «Сибирь»/ «Сибирь» (Высшая лига) | 1 из 12  | 33 | 26 | 5 | 2 | 91-17 | 83 | Игорь Истомин     | Александр Худяков-17 |
| 2012/2013 | 3-й дивизион зона «Сибирь»/ «Сибирь» (Высшая лига) | 3 из 11  | 20 | 12 | 4 | 4 | 44-20 | 40 |                   |                      |
| 2013      | 3-й дивизион зона «Сибирь»/ «Сибирь» (Высшая лига) | 5 из 12  | 11 | 6  | 0 | 5 | 20-21 | 18 |                   |                      |
| 2014      | 3-й дивизион зона «Сибирь»/ «Сибирь» (Высшая лига) | 11 из 12 | 10 | 1  | 3 | 6 | 5-13  | 6  |                   |                      |

## Стадион
Домашние матчи команда проводит на стадионе «Прогресс» и на прошедшем реконструкцию стадионе «Юбилейный» (бывший стадион «Строитель»). Несмотря на то, что динамовцы принимают своих соперников на старом стадионе «Прогресс», в настоящее время имеющем лишь одну трибуну, без пластиковых сидений, стадион постоянно забит до отказа. Средняя посещаемость в 2-х первых кругах первенства России 2011—2012 гг. в третьем Российском дивизионе в Бийске составила 6045 зрителей.